# Eupithecia pantellaria
Eupithecia pantellaria är en fjärilsart som beskrevs av Pierre Millière 1877. Eupithecia pantellaria ingår i släktet Eupithecia och familjen mätare. Inga underarter finns listade i Catalogue of Life.